# Parque Tecnológico Walqa

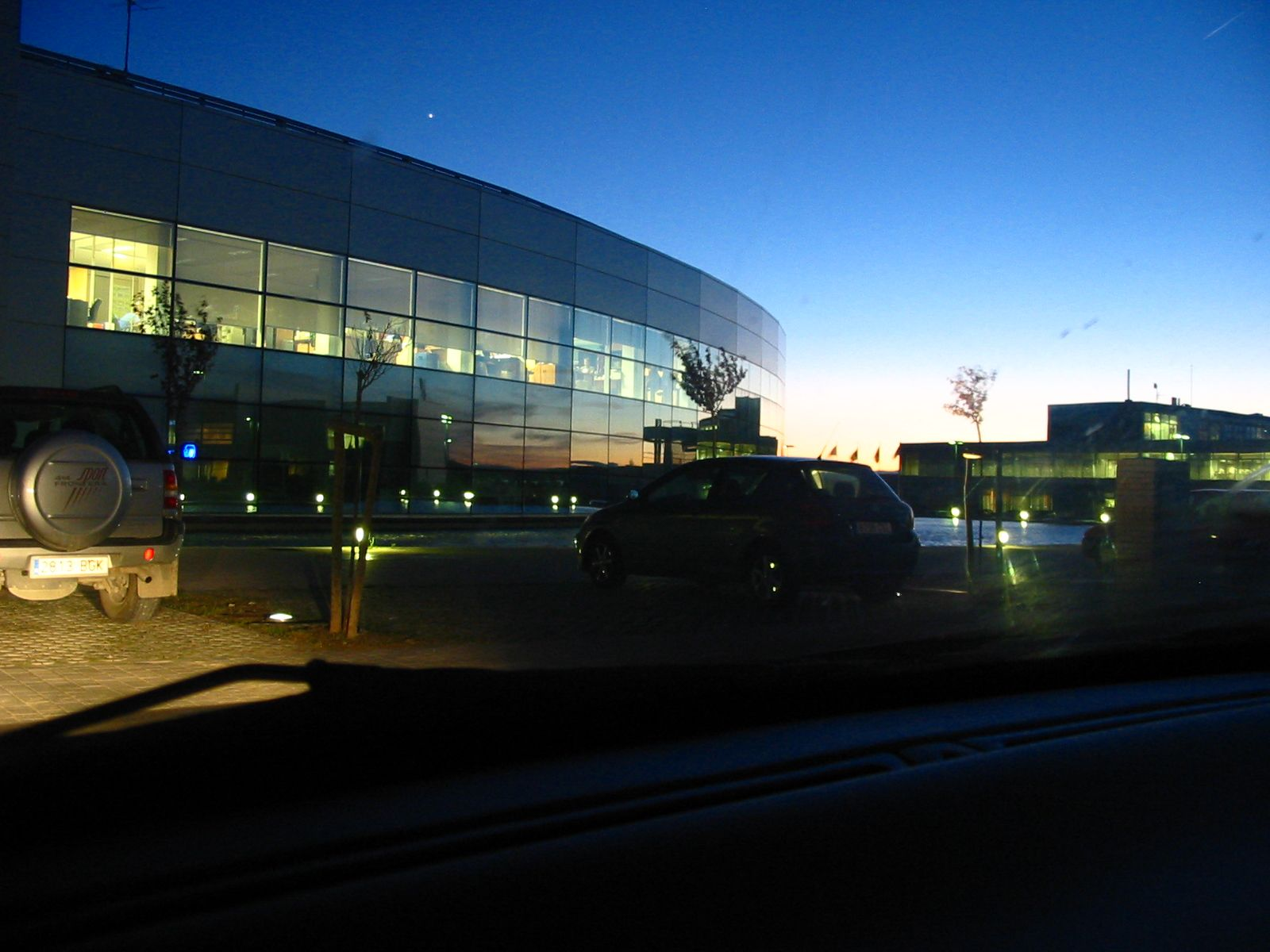
Anochecer invernal en Walqa.

El Parque Tecnológico Walqa es un espacio de empresas de carácter tecnológico, situado en Huesca, en el barrio de Cuarte a las afueras de Huesca, España. Está especializado fundamentalmente en tres sectores: Tecnologías de la Información, Biotecnología y Energías Renovables.
Un Parque Tecnológico a diferencia de un polígono industrial, además de albergar empresas (de base tecnológica), también localiza Centros de Investigación y Universidades. Desde un punto de vista de las empresas ubicadas, hay un mix de empresas multinacionales, regionales, locales y emprendedores, estos últimos juegan un rol clave en la aparición de nuevos talentos.
En la actualidad engloba 65 empresas de base tecnológica entre las que destacan Telefónica I+D, Deloitte, Accenture, Ecomputer, Indra, Podoactiva, Ox-cta, Tafyesa, Frogtek, Seycob, etc. que dan empleo a cerca de 1000 personas en la ciudad de Huesca.
También hay que destacar la presencia de la Universidad de Zaragoza y la Fundación del Hidrógeno.
Fue creado en el año 2002.